# Надіїв (заповідне урочище)
На́діїв — заповідне урочище в Україні. Об'єкт природно-заповідного фонду Івано-Франківської області. 
Розташоване в межах Долинського району Івано-Франківської області, неподалік від сіл Рахиня і Надіїв. 
Площа 19 га. Статус надано згідно з рішенням облвиконкому від 19.07.1988 року № 128. Перебуває у віданні ДП «Болехівський лісгосп» (Рахинське л-во, кв. 99, вид. 2, 7, 9, 11). 
Статус надано для збереження частини лісового масиву з високопродуктивними дубово-ялицевими насадженнями природного походження віком понад 120 років. 